# آرت پیکچرز
آرت پیکچرز (انگلیسی: Art Pictures) شرکت فیلم‌سازی روس است، که در سال ۱۹۹۲ توسط فئودور بوندارچوک تأسیس شد.